# Trujillina
Trujillina es un género de arañas araneomorfas de la familia Ctenidae. Se encuentra en las Antillas.

## Lista de especies
Según The World Spider Catalog 12.0:
- Trujillina hursti (Bryant, 1948)
- Trujillina isolata (Bryant, 1942)
- Trujillina spinipes Bryant, 1948

## Publication originale
- Bryant, 1948: The spiders of Hispaniola. Bulletin of the Museum of Comparative Zoology, vol.100, p.331-459 (texte intégral).